# العلاقات البرتغالية النيوزيلندية
العلاقات البرتغالية النيوزيلندية هي العلاقات الثنائية التي تجمع بين البرتغال ونيوزيلندا.

## مقارنة بين البلدين
هذه مقارنة عامة ومرجعية للدولتين:
| وجه المقارنة                                              | البرتغال                                                  | نيوزيلندا                                              |
| --------------------------------------------------------- | --------------------------------------------------------- | ------------------------------------------------------ |
| المساحة (كم2)                                             | 92.21 ألف                                                 | 268.02 ألف                                             |
| عدد السكان (نسمة)                                         | 10.60 مليون                                               | 4.24 مليون                                             |
| الكثافة السكانية (ن./كم²)                                 | 114.95                                                    | 15.82                                                  |
| العاصمة                                                   | لشبونة                                                    | ويلينغتون، أوكلاند                                     |
| اللغة الرسمية                                             | اللغة البرتغالية، اللغة الميراندية                        | لغة إنجليزية، اللغة الماورية، لغة الإشارة النيوزيلندية |
| العملة                                                    | يورو، اسكودو برتغالي                                      | دولار نيوزيلندي، الجنيه النيوزيلندي                    |
| الناتج المحلي الإجمالي (بليون دولار)                      | 217.57 مليار                                              | 205.85 مليار                                           |
| الناتج المحلي الإجمالي (تعادل القوة الشرائية) بليون دولار | 307.82 مليار                                              |                                                        |
| الناتج المحلي الإجمالي الاسمي للفرد دولار أمريكي          | 19.22 ألف                                                 |                                                        |
| الناتج المحلي الإجمالي للفرد دولار أمريكي                 | 28.76 ألف                                                 |                                                        |
| مؤشر التنمية البشرية                                      | 0.830                                                     | 0.914                                                  |
| رمز المكالمات الدولي                                      | +351                                                      | +64                                                    |
| رمز الإنترنت                                              | .pt                                                       | .nz                                                    |
| المنطقة الزمنية                                           | توقيت غرب أوروبا، توقيت غرب أوروبا الصيفي، أوروبا/لشبونة ‏ | ت ع م+13:00، ت ع م+12:00                               |

## منظمات دولية مشتركة
يشترك البلدان في عضوية مجموعة من المنظمات الدولية، منها:
| علم المنظمة | اسم المنظمة                               | تاريخ انضمام البرتغال | تاريخ انضمام نيوزيلندا |
| ----------- | ----------------------------------------- | --------------------- | ---------------------- |
|             | بنك التنمية الآسيوي                       | 2002                  | 1966                   |
|             | وكالة ضمان الاستثمار متعدد الأطراف        | 6 يونيو 1988          | 22 أبريل 2008          |
|             | منظمة التعاون الاقتصادي والتنمية          | 4 أغسطس 1961          | ?                      |
|             | الأمم المتحدة                             | 14 ديسمبر 1955        | 24 أكتوبر 1945         |
|             | الوكالة الدولية للطاقة                    | ?                     | ?                      |
|             | الفريق المعني برصد الأرض                  | ?                     | ?                      |
|             | منظمة حظر الأسلحة الكيميائية              | ?                     | ?                      |
|             | منظمة التجارة العالمية                    | ?                     | ?                      |
|             | منظمة الشرطة الجنائية الدولية             | ?                     | ?                      |
|             | مؤسسة التنمية الدولية                     | 29 ديسمبر 1992        | 1 أكتوبر 1974          |
|             | نظام تحكم تكنولوجيا القذائف               | 1992                  | 1991                   |
|             | يونسكو                                    | 11 مارس 1965          | 4 نوفمبر 1946          |
|             | الاتحاد البريدي العالمي                   | ?                     | ?                      |
|             | البنك الدولي للإنشاء والتعمير             | 29 مارس 1961          | 31 أغسطس 1961          |
|             | المنظمة الهيدروغرافية الدولية             | ?                     | ?                      |
|             | الاتحاد الدولي للاتصالات                  | 1866                  | 3 يونيو 1878           |
|             | مؤسسة التمويل الدولية                     | 8 يوليو 1966          | 31 أغسطس 1961          |
|             | المركز الدولي لتسوية المنازعات الاستشارية | 1 أغسطس 1984          | 2 مايو 1980            |
|             | مجموعة أستراليا                           | 1985                  | 1985                   |
|             | مجموعة الموردين النوويين                  | ?                     | ?                      |

## وصلات خارجية
- موقع وزارة الخارجية البرتغالية
- موقع وزارة الخارجية النيوزيلندية